# 新安镇 (乌拉特前旗)
新安镇，是中华人民共和国内蒙古自治区巴彦淖尔市乌拉特前旗下辖的一个乡镇级行政单位。

## 行政区划
新安镇下辖以下地区：
树林子村、庆华村、前进村、新安村、羊房子村、乌海村、东方红村、先锋村、新胜村、红光村、先进村、星火村和长胜村。